# 博蓬
博蓬（法語：Beaupont，法語發音：[bopɔ̃]）是法国东部安省的一个市镇，属于布雷斯地区布尔格区。

## 地理
博蓬（46°24'41"N, 5°16'1"E）面积14.07 平方千米，位于法国奥弗涅-罗讷-阿尔卑斯大区安省，该省份为法国东部省份，北起汝拉省，西北接索恩-卢瓦尔省，西接罗讷省和里昂大都会，南至伊泽尔省，东与萨瓦省、上萨瓦省和瑞士接壤。
与博蓬接壤的市镇（或旧市镇、城区）包括：科尔莫、栋叙尔、皮拉茹、孔达勒、瓦雷訥聖索沃爾。

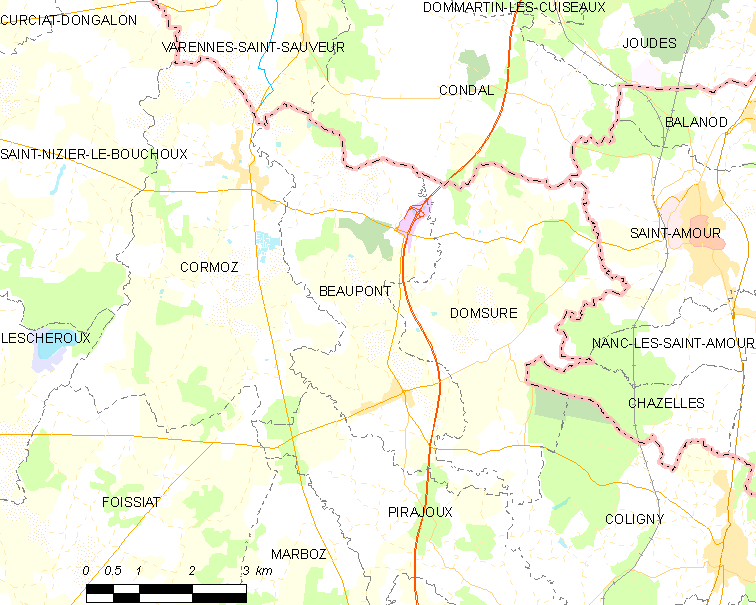
博蓬的OSM定位图

博蓬的时区为UTC+01:00、UTC+02:00（夏令时）。

## 行政
博蓬的邮政编码为01270，INSEE市镇编码为01029。

## 政治
博蓬所属的省级选区为圣艾蒂安迪布瓦县。

## 人口

1962-2008年间博蓬人口变化图示

博蓬于2022年1月1日时的人口数量为717人。